# Aliance sv. Jana
Aliance sv. Jana neboli Aliance řádů sv. Jana v Jeruzalémě je společenství čtyř uznaných nekatolických Řádů svatého Jana, které spolupracuje s katolickým Suverénním řádem Maltézských rytířů v rámci Výboru řádů sv. Jana, orgánu spolupráce zaměřený na ochranu jejich společného dědictví, jmen a symbolů. Aliance nekatolických řádů byla vytvořena na společném shromáždění v komturském kostele v Nieder-Weisel roku 1961. Všechny tyto řády spojuje společný původ ve středověkém Řádu johanitů (maltézských rytířů).

## Členové aliance
Aliance sv. Jana sestává ze čtyř členů:
- Johanitský řád (německy Johanniterorden, celým názvem Balley Brandenburg des Ritterlichen Ordens Sankt Johannis vom Spital zu Jerusalem) vznikl v 16. století, kdy se z německé větve Maltézského řádu odštěpil braniborský správní obvod, který přijal protestantství a je dnes obecně znám jako Řád johanitů v užším významu (kromě německých zemí má pobočky také ve Finsku, Francii, Maďarsku, Rakousku a Švýcarsku)[2], k němu náleží:
  - Johanniter Ridderskapet i Finland působící ve Finsku,
  - Association des Chevaliers de St. Jean působící ve Francii,
  - Johannita Rend Magyar Tagozata působící v Maďarsku,
  - Kommende der Johanniterritter in der Schweiz působící ve Švýcarsku.
- Johanitský řád v Nizozemsku (Johanniter Orde in Nederland) působící v Nizozemsku
- Řád sv. Jana ve Švédsku (Johanniterorden i Sverige) působící ve Švédsku
- Nejctihodnější řád sv. Jana Jeruzalémského (anglicky Most Venerable Order of the Hospital of Saint John of Jerusalem), působící ve Spojeném království, původně anglická větev, která počátkem 16. století zanikla, byla 1831 znovu založena jako Most Venerable Order of St. John of Jerusalem (mimo Velkou Británii. Řád je činný i v některých zemích britského Společenství národů a v USA). Tyto řády jsou činné jako řády příslušné monarchie. Spolu s nizozemským Johanniter Orde in Nederland, a švédským Johanniterorden i Sverige tvoří mezinárodní alianci, činnou výlučně v oblasti záchranných služeb, domovů pro seniory atd. (např. Johanniter-Unfall-Hilfe v Německu, St. John Ambulance ve Velké Británii apod.).

## Subjekty spolupracující s aliancí
- Suverénní řád Maltézských rytířů (italsky Sovrano Militare Ordine Ospedaliero di San Giovanni di Gerusalemme di Rodi e di Malta, latinsky Supremus Ordo Militaris Hospitalis Sancti Ioannis Hierosolymitani Rhodius et Melitensis) – řád katolické církve, který od roku 1975 spolupracuje s nekatolickými řády ve společném Výbor řádů sv. Jana.